# روث غاي
روث غاي (بالإنجليزية: Ruth Gay)‏ هي أمينة مكتبة ومؤلفة أمريكية، ولدت في 19 أكتوبر 1922 في نيويورك في الولايات المتحدة، وتوفيت بنفس المكان في 9 مايو 2006.